# Kétévi Assamagan
Kétévi Adiklè Assamagan (Port-Gentil, 12 de marzo de 1963) es un ingeniero y físico gabonés-estadounidense que se desempeña en el Laboratorio Nacional Brookhaven. Fue elegido miembro de la Sociedad Estadounidense de Física en 2021. Fundó la Escuela Africana de Física.

## Biografía

### Primeros años
Nació en Port-Gentil, Gabón y se mudó a Togo a la edad de cuatro años. Realizó estudios de pregrado en la Universidad de Lomé. Después de obtener su licenciatura en física y química, fue becado por el Instituto Afroestadounidense para estudiar en Estados Unidos, donde se incorporó a la Universidad del Sur de Illinois. Finalmente, comenzó sus estudios de posgrado en la Universidad Estatal Ball. La investigación de su maestría involucró el desarrollo de un modelo analítico bidimensional de un concentrador solar. Después de obtener su maestría, se mudó a la Universidad de Virginia, donde trabajó para obtener un doctorado en física de partículas.

### Carrera
Fue designado para la Universidad de Hampton, donde trabajó en la instalación del acelerador de haz de electrones continuo. Finalmente, se trasladó al experimento ATLAS en el CERN. Su investigación considera la física más allá del Modelo Estándar. Se mudó al Laboratorio Nacional Brookhaven en 2000, donde trabajó en las herramientas de análisis físico para ATLAS.
Es cofundador de la Escuela Africana de Física, una escuela sin fines de lucro que capacita a investigadores africanos en física fundamental y sus aplicaciones. En 2019, cofinanció con Fairouz Malek, Simon Connel y otros la Estrategia Africana de Física Fundamental. Fue elegido miembro de la Academia Africana de Ciencias en 2019 y de la Sociedad Estadounidense de Física en 2021.

## Vida personal
Assamagan toca tambores africanos.

## Publicaciones seleccionadas
- ATLAS Collaboration; CMS Collaboration; Aad, G.; Abbott, B.; Abdallah, J.; Abdinov, O.; Aben, R.; Abolins, M. et al. (14 de mayo de 2015). «Combined Measurement of the Higgs Boson Mass in $pp$ Collisions at $\sqrt{s}=7$ and 8 TeV with the ATLAS and CMS Experiments». Physical Review Letters 114 (19): 191803. PMID 26024162. arXiv:1503.07589. doi:10.1103/PhysRevLett.114.191803.
- Frolov, V. V.; Adams, G. S.; Ahmidouch, A.; Armstrong, C. S.; Assamagan, K.; Avery, S.; Baker, O. K.; Bosted, P. et al. (4 de enero de 1999). «Electroproduction of the $\mathit{\ensuremath{\Delta}}(1232)$ Resonance at High Momentum Transfer». Physical Review Letters 82 (1): 45-48. arXiv:hep-ex/9808024. doi:10.1103/PhysRevLett.82.45.
- ATLAS Collaboration. Measurements of the Higgs boson production and decay rates and constraints on its couplings from a combined ATLAS and CMS analysis of the LHC pp collision data at s√=7 and 8 TeV. OCLC 1188701893.
- Assamagan, Ketevi Adikle (4 de noviembre de 2017). Citizen and Traveler (en inglés). African Travelers Press. ISBN 978-0-692-97479-7.